# Söktjänst

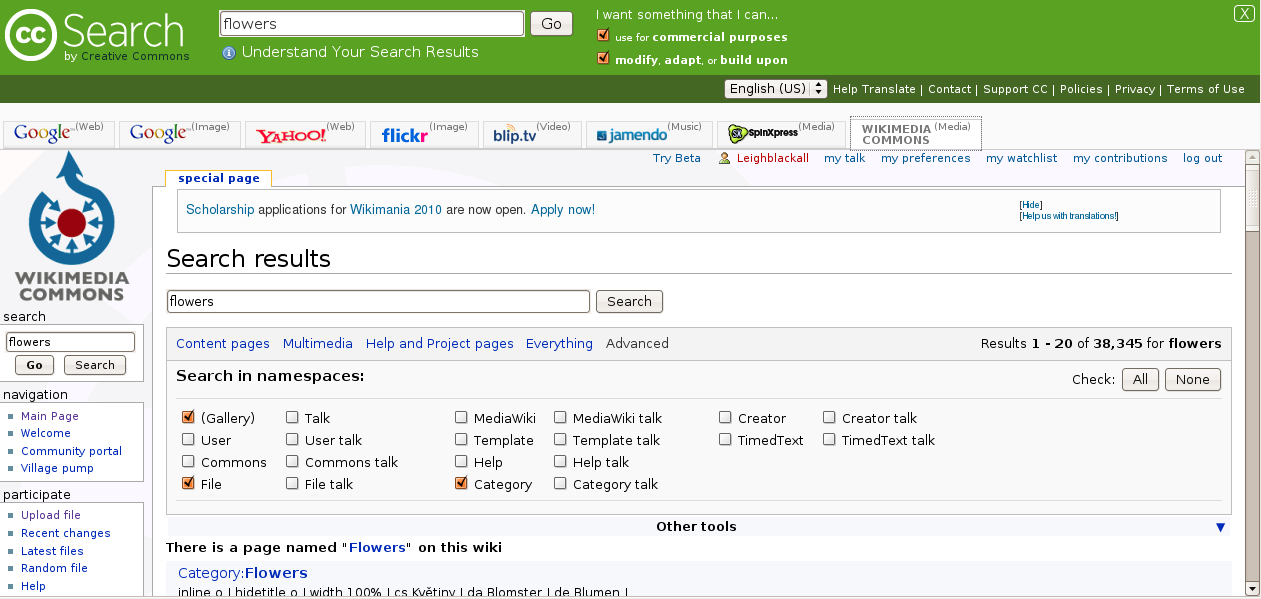
Wikimedia Commons söktjänst 2010.

En söktjänst är en tjänst som kan söka igenom innehåll på bland annat internet med hjälp av enstaka ord, en fras eller en fråga. Söktjänsterna använder sökmotorer, även kallade sökrobotar, för att upptäcka, hämta in och indexera webbsidor. Den första sökmotorn hette "Archie", kort för arkiv på engelska, och skapades 1990 av Alan Emtage.

## Funktioner

### Terminologi
Ofta kallas söktjänsterna för sökmotorer, men år 2007 uppmanade Svenska datatermgruppen till att skilja på begreppen. Sökmotorn är en väsentlig del av varje söktjänst, men en välbesökt söktjänst lägger mer resurser på att besvara sökfrågor än på att samla in webbsidor.[källa behövs]

### Användning
Söktjänster kan användas för att söka efter webbsidor, nyheter, meddelanden i diskussionsgrupper, skrivna dokument av andra typer (vanligen PDF, Microsoft Word, Powerpointpresentationer och liknande) och bilder. I en söktjänst kan användaren mata in ett eller flera sökord, en fras och ibland även en fråga i sökfältet, varvid söktjänsten presenterar resultatet av sökningen.
Resultatet visas oftast i form av en lista över de filer eller sidor som innehåller eller beskrivits med sökordet eller sökorden, oftast tillsammans med dokumentets titel och en del av innehållet eller en miniatyrbild. Söktjänsten kan även hänvisa användaren direkt till det första dokumentet i resultatlistan.

### Varianter
Ämnessöktjänster är specialiserade för att hitta information inom specifika ämnesområden, till exempel hitta.se och eniro.se där man kan söka kontaktinformation till privatpersoner, företag och platser. 
Det finns också sökmotorer som är specialiserade på att söka efter nyheter, video, bilder och ljud. Nyhetssöktjänster såsom Google News sammanställer nyhetsartiklar från tusentals nyhetsmedier världen över. Google Bilder och Picsearch är specialiserade på sökning efter bilder.
En metasöktjänst är en webbplats som erbjuder ett sökformulär, men inte har något eget index, utan enbart skickar frågan vidare till olika söktjänster. De returnerade svaren sammanställs till en lista innan den presenteras för användaren. Exempel på metasökmotorer är Clusty, Mamma.com, Metacrawler, Suggest.se och Myriad Search.
Sociala söktjänster drar nytta av användarbasen för att finna svar. Ett exempel på en numera nedlagd social söktjänst är Aardvark.
Närbesläktade med söktjänsterna är länkkataloger som Infoo.se (tidigare SUNET-katalogen) och frågetjänster, såsom Fråga biblioteket, där läsarna kan skicka in frågor som besvaras av människor. Söktjänster av olika sorter finns ofta sida vid sida på webbportaler.
Rekommendationssystem förutsäger vad användaren borde uppskatta i stora informationsmängder, baserat på vad systemet vet om användaren. Denna typ av informationsfiltrering hjälper användaren att hitta intressant information, ofta utan att en explicit sökning behöver göras.

## Historia

### Indexering med hjälp av sökmotorer
Söktjänsterna använder internt en sökmotor eller sökrobot för att upptäcka, hämta in och indexera webbsidor. Sökningen utförs sedan i detta index, ungefär som när man slår upp ett ord i det alfabetiska registret baktill i en bok. Det skulle nämligen bli alldeles för långsamt att söka direkt i de berörda webbsidorna.
Det första verktyget för att indexera innehåll på Internet var FTP-sökmotorn Archie. Archie utvecklades 1990 av Alan Emtage, en student vid McGill University i Kanada. 1992 och 1993 kom därefter två sökmotorer för Gopher-protokollet, Veronica respektive Jughead.
Den första webbsöktjänsten var "Wandex", ett nu icke-existerande sökindex samlat av WWW Wanderer, en sökmotor som utvecklades 1993 av Matteus Gray vid MIT. En annan tidig sökmotor, Aliweb, framträdde likt Wandex också 1993 och finns kvar. Yahoo! startade sin söktjänst 1994, året innan det blev ett företag. Det var den första stora sökbara förteckningen över webbsidor.
Förmågan att upptäcka och indexera alla webbsidor har uppfattats som svårigheten med uppbyggnaden av webbsöktjänster. Flera gånger har det föreslagits att webbutvecklarna själva skulle bidra till processen genom att anmäla sina webbplatser och nya webbsidor och förse dem med "metadata" som beskriver innehållet.

### Allmänna webbsöktjänster
Den första söktjänst som strävade efter att omfatta hela webben var Altavista som lanserades 1996 och senare övertogs av före detta konkurrenten Yahoo!. Altavista började som en webbkatalog och portal men utvecklades till en ledande söktjänst. Söktjänsten Google lanserades 1998 och växte snabbt till att bli den dominerande söktjänsten för webbsidor. Microsofts Bing, som 2009 ersatte Microsofts tidigare söktjänst Live Search, har däremot inte fått det genomslag som mjukvarujätten hoppats på. Från 2009 levererar Bing även sökresultat till Yahoos söktjänst.
En rad mindre generella, lokala eller specialiserade söktjänster finns också tillgängliga.

### Öppen källkod och öppet innehåll
Öppen källkod och öppet innehåll har fått visst genomslag bland söktjänsterna. Inom företaget Netscape utvecklades bland mycket annat en länkkatalog, som efter företagets uppdelning har blivit frivilligprojektet Open Directory Project (även kallat Dmoz), som byggs upp på ideell basis och vars innehåll (själva länkkatalogen) sprids som öppet innehåll och återanvänds på många webbplatser. På motsvarande sätt skulle indexet till en webbsöktjänst kunna byggas och spridas som öppet innehåll. Projektet Mozdex syftar i den riktningen, men inget sådant projekt har ännu åstadkommit några konkreta resultat. Mer konkret är projektet Nutch, som utvecklar programvaran till en sökrobot som öppen källkod.